# Nhà thờ Thánh Aleksandr, Warszawa
Nhà thờ Thánh Alexander ở Warsaw (tiếng Ba Lan: Kościół św. Aleksandra w Warszawie) là một nhà thờ Công giáo La Mã tọa lạc ở Quảng trường Ba thánh giá, Warsaw, Ba Lan. Đây là một trong những địa danh nổi bật nhất ở Warsaw. Nhà thờ có tên trong danh sách di tích.

## Lịch sử
Công trình kiến trúc này được kiến trúc sư nổi tiếng người Ba Lan Chrystian Piotr Aigner thiết kế theo phong cách Cổ điển và được xây dựng trong giai đoạn năm 1818–1825. Vào cuối thế kỷ 19 (1886–1995), Nhà thờ Thánh Alexander được tu sửa theo phong cách Tân Phục hưng với quy mô lớn hơn và hoành tráng hơn. Hai tháp bên và mái vòm cao được trang trí công phu.
Không may, nhà thờ này bị phá huỷ trong Thế Chiến thứ hai. Trong lần oanh tạc bom đạn từ trên không của Không quân Đức vào những ngày đầu tiên của tháng 9 năm 1944, nhà thờ bị trúng 9 quả bom dẫn đến sự sụp đổ của mái vòm, gian chính và một trong các tháp.
Sau đó, trong giai đoạn năm 1949–1952, nhà thờ được xây lại dựa trên bản thiết kế gốc ban đầu. Năm 1951, tháp bên trái, tòa tháp còn sót lại sau chiến tranh, đã bị dỡ xuống.

## Ảnh

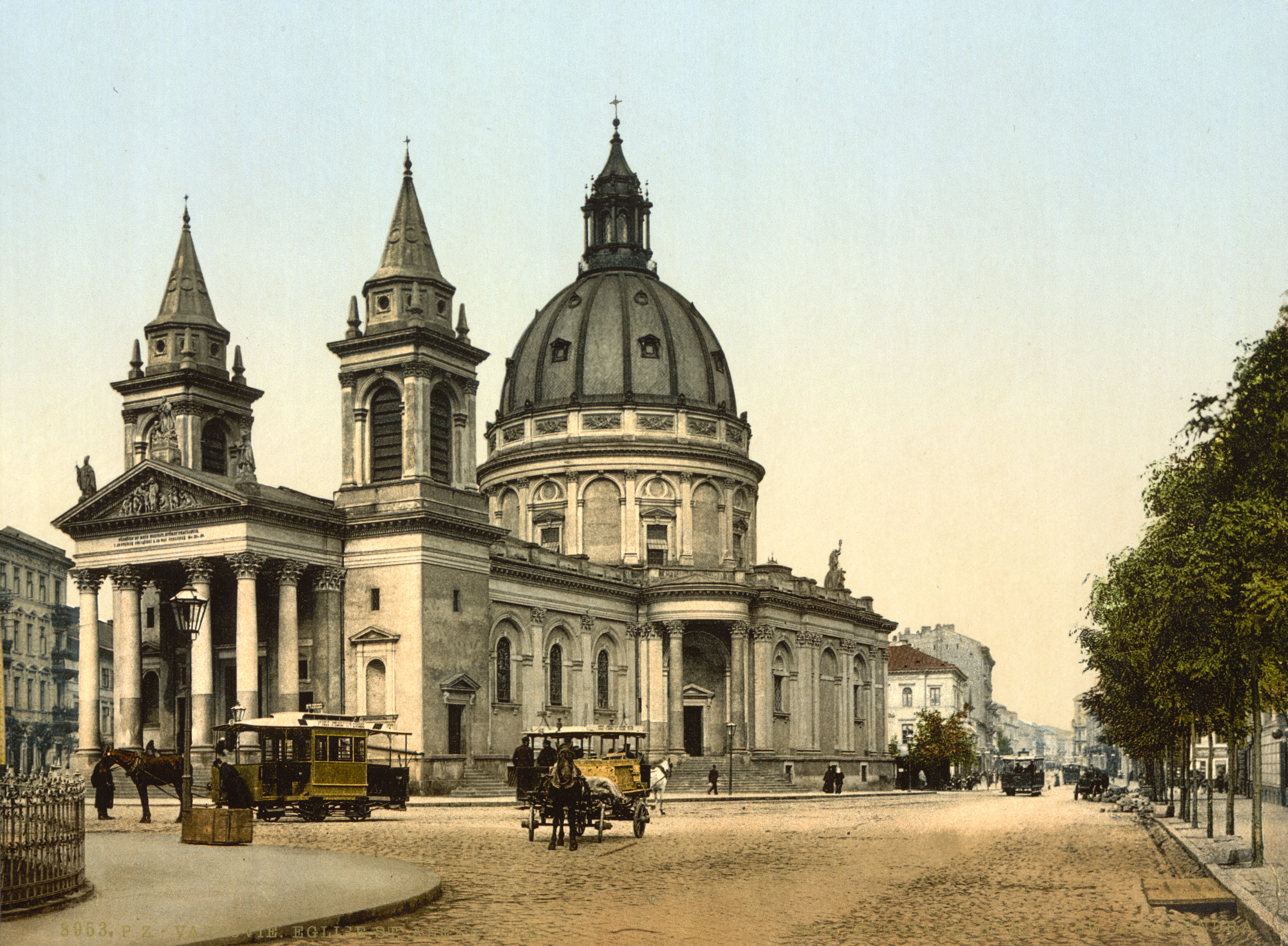
Nhà thờ Thánh Alexander với 2 tòa tháp (1890–1900)
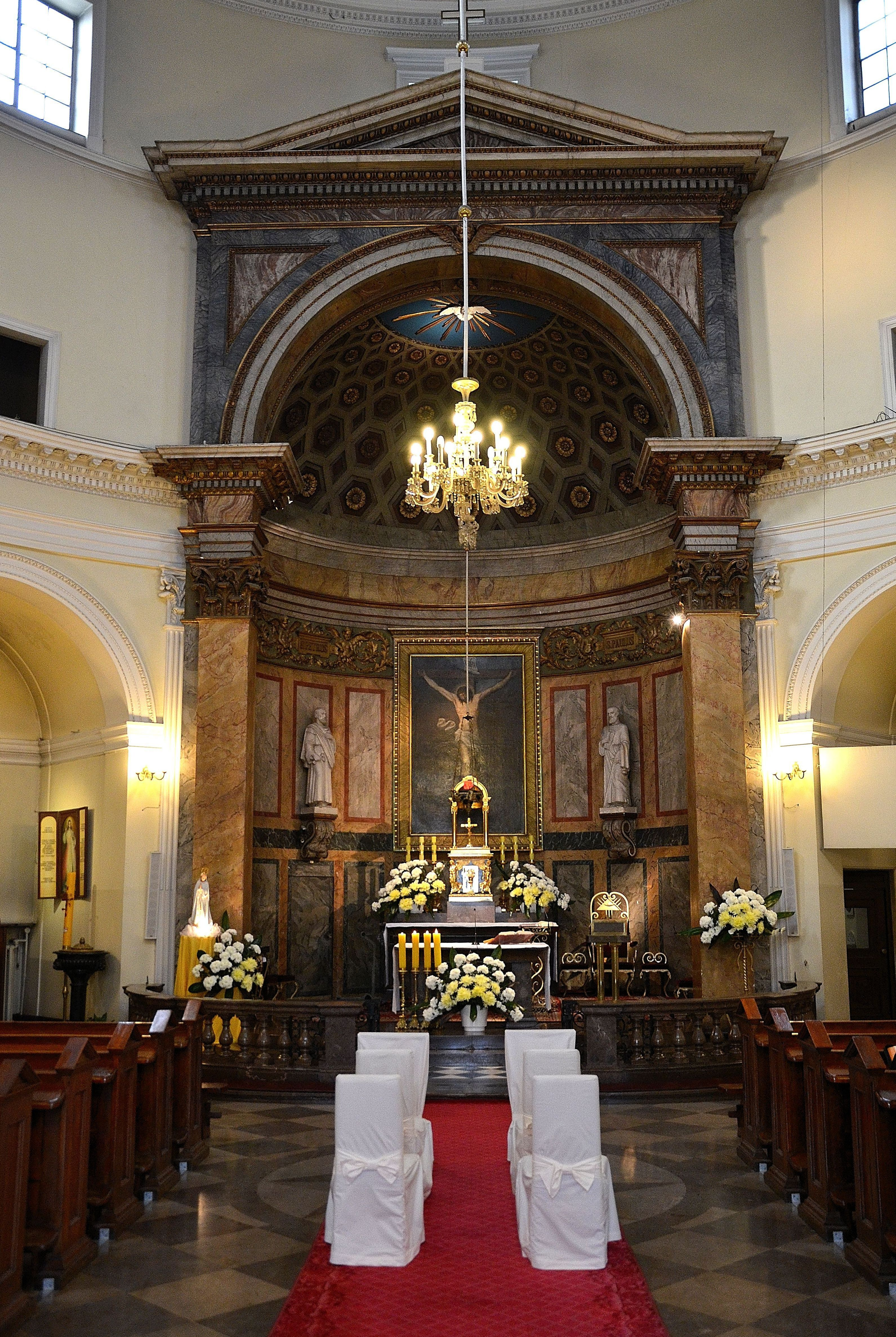
Đền thờ chính
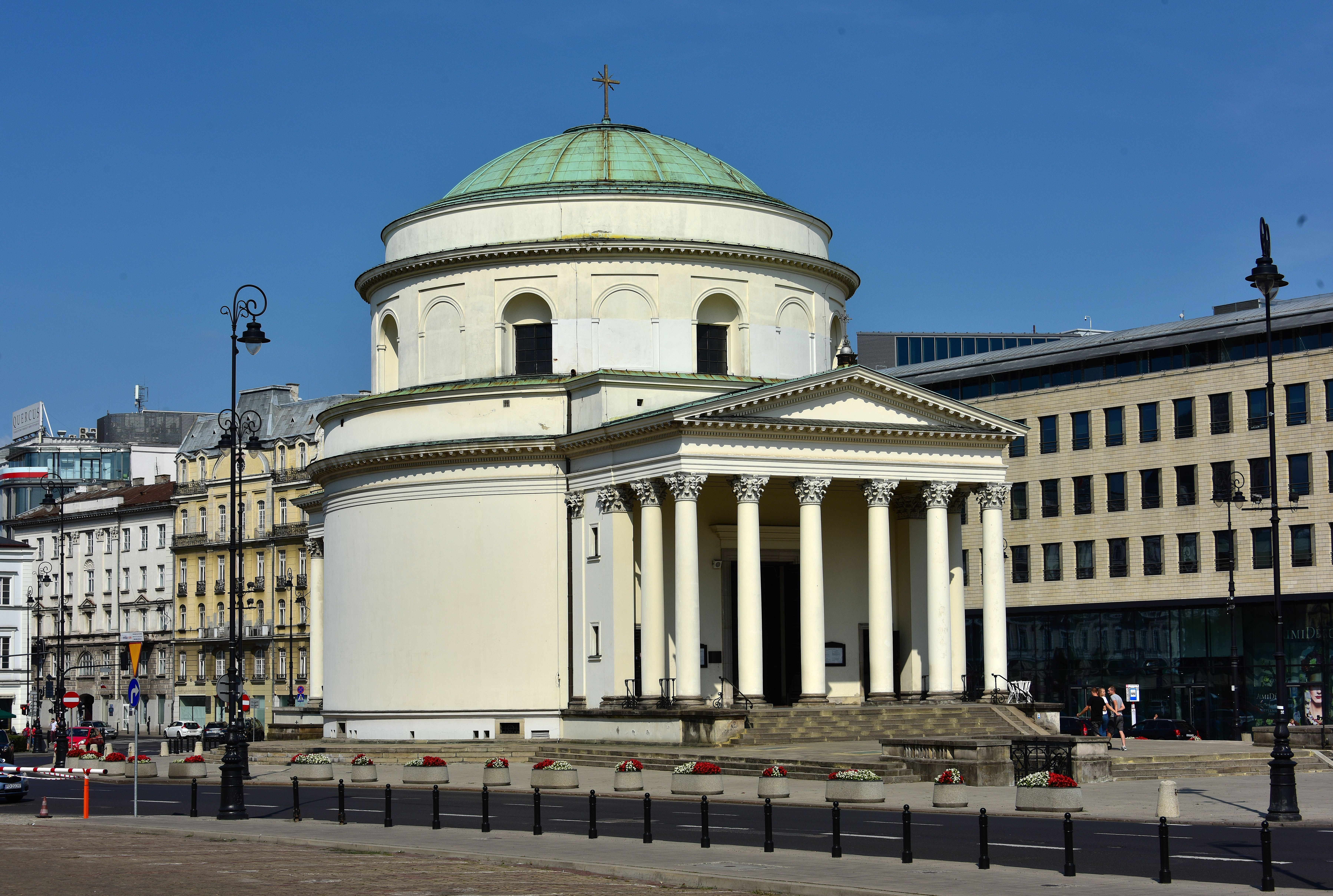
Nhà thờ Thánh Alexander (2018)